# Григорук Анатолій Ананійович
Анатолій Ананійович Григорук (нар. 1955, м. Здолбунів, нині Україна) — український історик. Кандидат економічних наук (1985), доцент.

## Життєпис
Анатолій Григорук народився 1955 року у місті Здолбуневі Здолбунівського району Рівненської області, нині України.
Закінчив Тернопільську середню школу № 12 (1972, нині школа-колегім Патріарха Йосифа Сліпого), Тернопільський фінансово-економічний інститут (1976, нині Західноукраїнський національний університет, з відзнакою).
Працює в Тернопільському державному педагогічному інституті (нині національний університет): асистент (1977—1987) та доцент (1987—1993) катедри філософії та політичної економії; завідувач катедри економічної теорії (1993—1996) завідувач катедри філософії та економічної теорії (від 1996).

## Наукова діяльність
У 1985 р. захистив дисертацію на здобуття наукового ступеня кандидата економічних наук.
Автор 80-ти наукових праць, у тому числі навчальні посібники, фахові статті, доповіді і тези конференцій, навчальні та навчально-методичні програми для вузів і шкіл тощо. У 1998—2008 рр. був головним редактором фахового наукового видання з економічних наук «Наукові записки Тернопільського національного педагогічного університету імені Володимира Гнатюка. Серія: Економіка». Опубліковано 22 випуски.
Голова первинної профспілкової організації працівників Тернопільського національного педагогічного університету імені Володимира Гнатюка, яка у 2011 році Федерацією профспілок визнана переможцем Всеукраїнського огляду-конкурсу первинних профспілкових організацій.
Сфера наукових інтересів — економічна теорія, історія економічної думки, фінанси, підприємництво.

## Відзнаки
- Відмінник освіти України (2005).